# Skotští koloristé

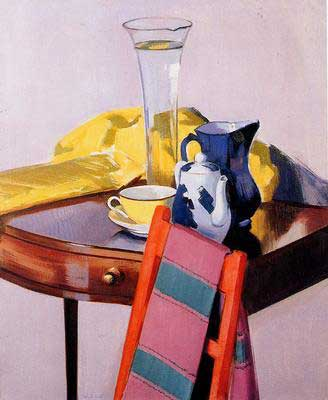
Váza s vodou, (The Vase of Water), 1922. Olej na plátně, Francis Cadell

Skupinu Skotští koloristé tvořili čtyři malíři, až na jednoho všichni z Edinburghu. Jejich postimpresionistické práce zpočátku nebyly uznávány všeobecně, ale později získaly formativní vliv na soudobé skotské umění a kulturu.
Skotští koloristé zkombinovali francouzskou průpravu a díla francouzských impresionistů a fauvistů jako Monet, Matisse a Cézanne se skotským tradičním malířstvím. Předchůdcem tohoto hnutí byl William McTaggart (1835 – 1910), skotský krajinář ovlivněný postimpresionismem. Je považován za jednoho z největších interpretů skotské krajiny a je často nazýván „skotským impresionistou“.
Za vedoucí postavu byl obecně uznáván Samuel Peploe. Ostatními skotskými koloristy byli Francis Cadell, John Duncan Fergusson a Leslie Hunter. „Během dvacátých a třicátých let 20. století vstřebali a přetvořili silné a zářivé barvy tehdejších francouzských obrazů na charakteristický skotský styl.“
Přestože jejich náměty jsou v porovnání s jejich francouzskými kolegy často pokládány za konzervativní (většina z nich jsou ostrovní krajiny, interiéry Edinburghu a elegantní modelky), jejich styl byl sebevědomý a plný života.
Skotští koloristé byli mezinárodně známí během života, ale jejich obliba pominula ještě před 2. světovou válkou. Po roce 1980 byli znovuobjeveni a následně sehráli významnou úlohu v rozvoji skotského umění.
Jejich díla lze nalézt v Aberdeen Art Gallery, v J. D. Fergusson Gallery (Perth), na univerzitě ve Stirlingu a ve Skotské národní galerii moderního umění v Edinburghu. Některé z maleb Leslieho Huntera je možné vidět v Kelvingrove art Gallery. Největší sbírka děl McTaggarta a Peploea je údajně v Kircaldy Museum and Art Gallery.